# Stake (adelsätt)
Stake var namnet på två befryndade svenska adelsätter, varav en friherrlig, numera båda utdöda enligt Riddarhuset. Ätten är dock inte komplett i sina äldre led. Tullförvaltaren Jacob Andersson Gyllenstake (död 1672) tillhörde ätten på sitt möderne enligt dess sköldebrev. 
Frälseätten Stake är med säkerhet känd sedan 1477 med häradshövdingen Amund Stake vars ursprung är obekant. Ätten blev introducerad på Sveriges Riddarhus 1625 under nummer 82, senare ändrat till nummer 110. Utdöd 1765.
Vapen: en Liljekonvalj i silver på blå sköld.

## Om vapnet
Ätten Stake ägde gårdar i Holms socken i Mellerud, varför Melleruds kommunvapen består av Stakevapnets liljekonvalj kombinerat med det norska helgonet S:t Olofs attribut stridsyxan: I fält av silver en blå stolpe, belagd med en liljekonvaljestängel av silver och åtföljd av två utåtriktade blå stridsyxor.

## Frälsesläkten Stake
En notis i Svenskt Diplomatariums huvudkartotek över medeltidsbreven om en uppteckning i en otillförlitlig 1600-tals genealogi ”Stakorum Slächt Linia”, upprättad med anledning av Gustaf Hansson Stakes död i det danska kriget år 1644 och begravning, nämner att Gustaf Hansson Stake härstammar från släkterna Stake och Linia, som kom till Sverige 1368, då Albrekt av Mecklenburg regerade Sverige.

### Oklar härstamning för Amund Stake
Genealogen Gustaf Elgenstierna betecknade i sina ättartavlor den ursprungliga Stakeätten som en "gammal frälsesläkt" för vilken årtal för adlande ej är känt. Dess äldsta med säkerhet kände medlem är häradshövdingen i Dalsland Amund Stake (död sannolikt före 1510), vilken skulle ha varit son till väpnaren Nils Svensson till Berg, något som inte har kunnat verifieras. Amund Stake förekommer inte med patronymikon i några källor och inga av Amunds ättlingar har burit förnamnet Sven.
På Rötters Anbytarforum har framförts ett alternativt förslag till Amunds härstamning, att han sannolikt var son till Erik Stake, vilken med sin hustru erhöll ett delaktighetsbrev av Minoritordens gardian i Arboga år 1468.  Enligt förslagsställaren Leif Tennare var denne Erik Stake  sannolikt identisk med den Erik Amundsson till Grän i Rasbo socken, känd 1447-1485, vilken förde ett med Stakeätten nära överensstämmande vapen enligt  Elgenstierna.

### Andra generationen
Amund Stake hade två söner som uppnådde vuxen ålder och förde ätten vidare: Olof (död före 1526) och Erik Stake (död före 1553). Merparten av ättemedlemmarna stammade från den förra av dessa bröder, Olof Amundsson Stake, vilken efterträdde sin far som häradshövding och övertog också sätesgården Berg i Holms socken, Nordals härad. 

### Tredje generationen
Erik Amundssons son Olof Eriksson, gift med Carin Mattsdotter Kagg, var fogde i Bälinge härad och Ulleråkers härad. 
Efter Olof Amundssons död övertogs Berg först av hans änka Holmfrid Toresdotter (Byting) och senare, när hon gifte om sig, av Olofs son Mauritz Stake. Av Mauritz Stakes söner kom den yngste, Lindorm Stake, senare att bo på Berg.
Mauritz Stakes sonson Hans Stake (död 1624) var hovmarskalk hos hertig Johan av Östergötland. Hans och hustrun Anna Kafles porträttgravsten finns bevarad i Kullings-Skövde kyrka.

## Oklarheter
En till ätten trolig tillhörande gren förlorade till synes sin frälsestatus 1565 och genomgick sålunda en ståndscirkulation innan frälseätten blev introducerad på Riddarhuset 1625. Ingen av dessa brukade tillnamnet Stake förutom Per Eriksson Stake (död 1677) och dennes bror Hans (död omkring 1653), vilka båda valde den militära banan. Per blev sedermera överstelöjtnant vid Västerbottens regemente. 6 augusti 1653 fick Per Stake överta sin framlidne brors frihemman i Nora socken, Ångermanland, med villkoren Norrköpings besluts gods, att niuta, bruka, och behålla under adelig frijheet och frälsemannatjänst.

## Adliga ätten Stake nr 110
Den ovannämnde Erik Stakes sonsons son, sedermera översten och landshövdingen Olof Stake (1593–1664) introducerades 1625 å hela ättens vägnar på den nyinrättade Riddarhuset. Ätten Stake erhöll därvid ursprungligen ättenumret 82, vilket dock senare ändrades till 110.
Den ursprungliga adliga Stakeätten utdog på svärdssidan 1765 med majoren Carl Magnus Stake (1708–1765) och på spinnsidan troligen med dennes syster Anna Maria (1698–1780), gift von Vicken.

## Friherrliga ätten Stake nr 47
Överste Olof Stakes yngre bror, sedermera riksrådet och guvernören Harald Stake (1598–1677), upphöjdes den 4 april 1654 till friherre och skrev sig därefter "Stake till Vik". Han introducerades i sin nya värdighet samma år under nummer 47. Denna ätt utdog 1795 på svärdssidan med Harald Stakes sonsons son, volontären Harald Gustaf Stake till Hönsäter (1727–1795). Hans dotterson, sedermera ryttmästare vid Östgöta kavalleriregemente, friherre Harald Fleetwood, sönderslog vapenskölden efter begravningstalet. 
Via kvinnosidan finns ännu många levande ättlingar till riksrådet inom ätterna Ulfsparre, Hammarskjöld, Nordenankar och Lagercrantz. Även en stor del av den månghövdade släkten Palme härstammar från honom.

## Fotnoter
1. ↑  och at han des förutan till sit möderne är af gammal adelijg härkombst och familia såsom af Stakernas härkommen